# Юзеф Вандалін Мнішек
Юзеф Вандалін Мнішек (пол. Józef Wandalin Mniszech; 1670, Завихост — 9 вересня 1747) — польський шляхтич, державний, політичний і військовий діяч Речі Посполитої. Магнат. Тесть (другий) Юзефа Потоцького.

## Життєпис
Народився 1670 року в м. Завихост. Батько — Єжи Ян Мнішек, волинський воєвода, сяніцький каштелян, староста сяніцький, щирецький, дембовецький.
Правдоподібно, виховувався разом з королевичем Якубом Собеським. Добре володів французькою і латинською мовами.
Мав посади старости сяніцького (13 травня 1691 р. король дозволив отримати права «доживоття» на Сяніцьке староство від батька), яворівського, рогатинського, голомбського, краківського каштеляна, великого коронного маршалка, генерала артилерії литовської. Більшість староств за життя переказав синам. Був знавцем вин, любителем забав.
Стримував великого коронного гетьмана Юзефа Потоцького від організації конфедерацій проти короля Августа III Фрідріха (Веттіна) у 1739 та 1741 роках.
Стефан Александер Потоцький, який мав з ним добрі взаємини, просив одного разу Мнішека, щоб той прислав йому з Дрездена папугу, оскільки Потоцький хотів якось прикрасити своє життя каліки.
Помер 9 вересня 1747 р., був похований 20 жовтня 1747 р. в костел святої Катерини при монастирі реформатів у Замості.

### Власність, фундації
Був одним з багатших магнатів Речі Посполитої. Маєтки:
- дідичні: Дукля, Тшцін (пол. Trzcin), Ляшки, Струсокленськи (Руське воєводство)
- володіння в Сандомирському, Підляському, Гродненському (зокрема, Рудава, Берестовиця[5]) воєводствах
- численні королівщини

Чимало коштів тратив на палаци, костели, монастирі. В замку Ляшків Мурованих мав значну колекцію картин, портретів, велику бібліотеку, зокрема, праць з архітектури.
У 1742—1747 роках розпочав перебудову парафіяльного костелу Марії Магдалини в Дуклі.

### Сім'я
Перша дружина — Елеонора Огінська; діти:
- Тереса,[8] дружина коронного підкоморія[6] Юзефа Ігнація Стадницького (1686—1715), сина Яна Францішека Стадницького;[9] другим її чоловіком став чернігівський воєвода Юзеф Любомирський
- Анна — черниця-бенедиктинка

Друга дружина — Констанція Тарло; діти:
- Людвіка (1712—1785) — друга дружина великого коронного гетьмана Юзефа Потоцького[10][11]
- Єжи Август (1715—1778)
- Ян Кароль (1716—1759).